# Gymnangium japonicum
Gymnangium japonicum is een hydroïdpoliep uit de familie Aglaopheniidae. De poliep komt uit het geslacht Gymnangium. Gymnangium japonicum werd in 2001 voor het eerst wetenschappelijk beschreven door Watson & Vervoort. 